# Giovanni Feltrin
Giovanni Feltrin (20 febbraio 1971) è un allenatore di sci alpino ed ex sciatore alpino italiano.

## Biografia

### Carriera sciistica
Feltrin debuttò in campo internazionale in occasione dei Mondiali juniores di Zinal 1990, dove vinse la medaglia di bronzo nella discesa libera; prese per l'ultima volta il via in Coppa Europa il 10 febbraio 1996 a Sella Nevea in slalom gigante, senza completare la prova, e si ritirò al termine della stagione 1996-1997: la sua ultima gara fu uno slalom gigante FIS disputato il 14 aprile a Solda. Non prese parte a rassegne olimpiche né ottenne piazzamenti in Coppa del Mondo o ai Campionati mondiali.

### Carriera da allenatore
Dopo il ritiro è divenuto allenatore nei quadri della Federazione italiana sport invernali.

## Palmarès

### Mondiali juniores
- 1 medaglia:
  - 1 bronzo (discesa libera a Zinal 1990)